# Petnjik
Petnjik (cyr. Петњик) – wieś w Czarnogórze, w gminie Berane. W 2011 roku liczyła 588 mieszkańców.